# VIIe siècle en architecture
VIe siècle en architecture - VIIe siècle - VIIIe siècle en architecture
Cet article concerne les événements concernant l'architecture qui se sont déroulés durant le VIIe siècle :

## Événements
- 600-630 : règne de Mahendravarman roi des Pallava de Kanchi en Inde[1]. Lui et ses successeurs établissent les fondements du style d’architecture postclassique, qui atteint son apogée avec la construction de Mamallapuram. Ils favorisent l’emploi du granite et introduisent dans le Sud le travail du bronze.

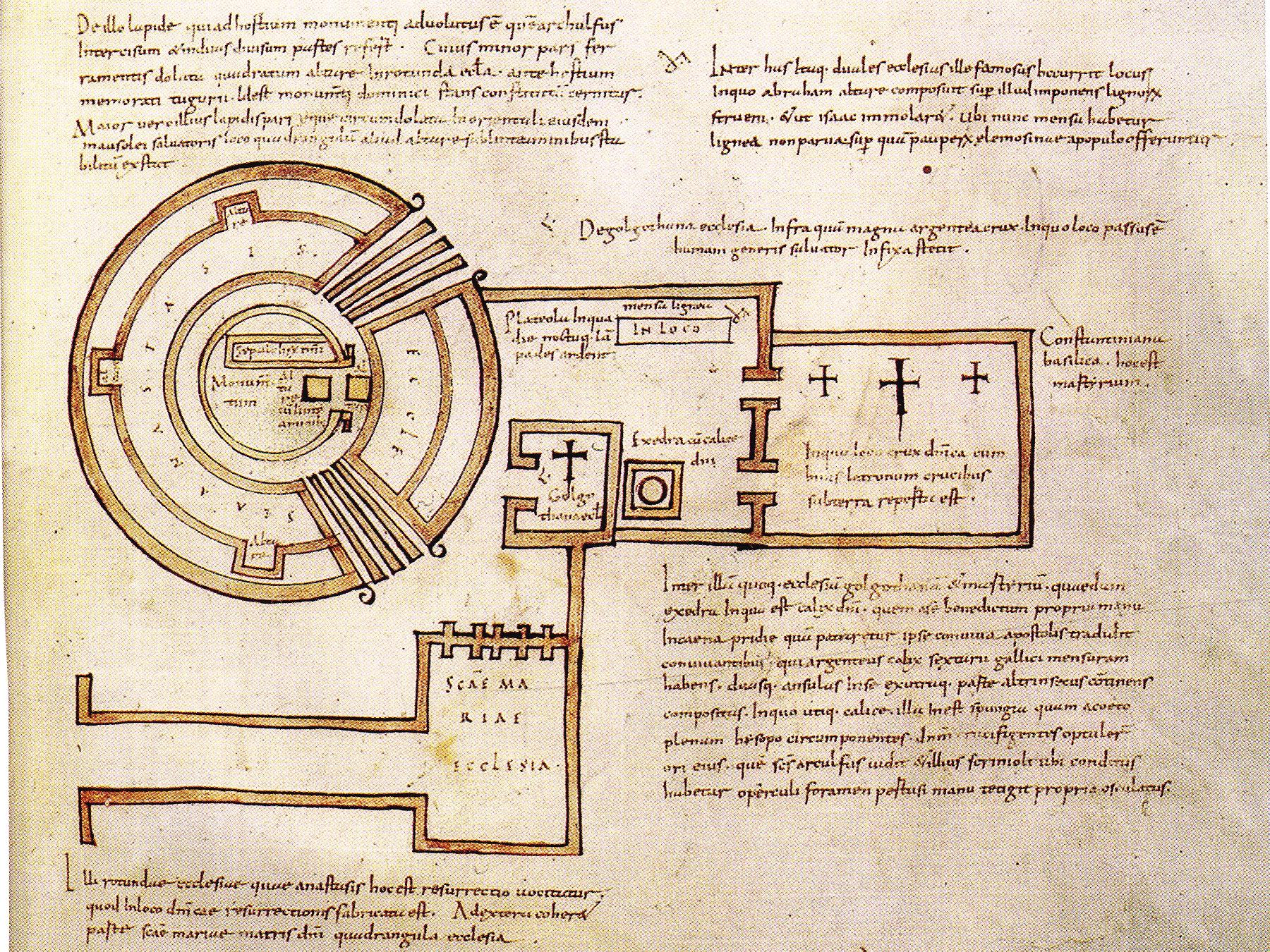
Plan de l'église du Saint-Sépulcre réalisé par Adomnan d'Iona selon la description de l'évêque Arculfe au VIIe siècle, le plus ancien plan d'architecture connu

- Vers 605 : construction du pont de Zhaozhou, en Chine, considéré comme un des plus anciens ponts en pierre à arche segmentaire[2].
- 607 : au Japon, à Nara, érection du temple bouddhique en bois de Hōryū-ji. Il s'agit de la structure en bois la plus vieille au monde[3].
- Vers 625 : temple de Malegitti Śivâlaya près de Bâdâmi, de style dravidien, en Inde[4].
- Vers 630-668 : le roi des Pallava Narasimhavarman fonde sur la côte est de l'Inde la ville de Mamallapuram (Mahäbalipuram). Les Cinq Ratha, temples rupestres et sculptures ciselés dans le granite sous son règne comptent parmi les exemples les plus impressionnants de l’art indien. La Pénitence d'Arjuna, le plus grand relief sculpté sur roc de l’Inde y mesure 32 mètres de long sur 14 de haut[5].
- 652 : grande pagode de l'oie sauvage, reconstruite en 704, à Chang'an, capitale de la dynastie Tang[6].
- 670 : début de la construction de la grande mosquée de Kairouan par le général et conquérant arabe Oqba Ibn Nafi, lui-même fondateur de la ville de Kairouan première cité musulmane du Maghreb[7].
- Vers 680 : construction de la crypte de Jouarre par l'évêque de Paris Agilbert[8].
- 685-691 : construction de la coupole du Rocher à Jérusalem[9].

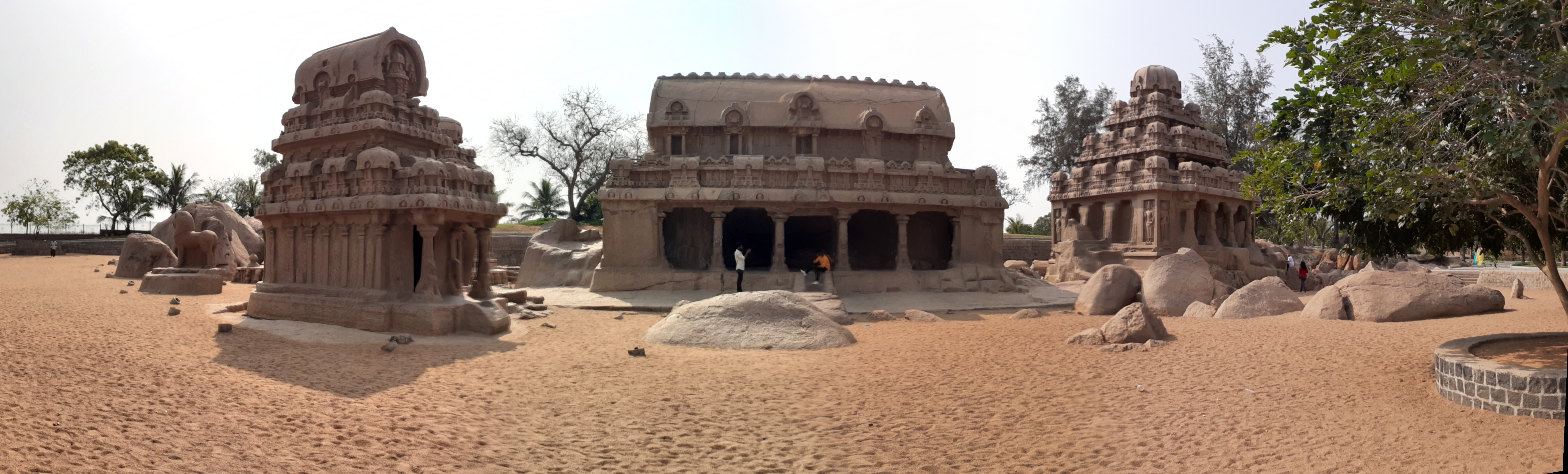
Les Cinq Ratha de Mamallapuram.
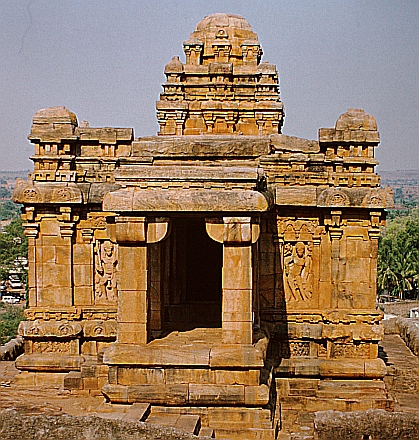
Temple de Malegitti Śivâlaya.